# Ramazan Abaczarajew
Ramazan Arsłanowicz Abaczarajew (ros. Рамазан Арсланович Абачараев; ur. 9 kwietnia 1988) – rosyjski zapaśnik walczący w stylu klasycznym. Złoty medalista mistrzostw świata w 2016. Piąty na mistrzostwach Europy w 2016. Pierwszy w Pucharze świata w 2017 i drugi w 2016. Mistrz Rosji w 2016; drugi w 2014 i 2015; trzeci w 2019 roku.